# تافتشنا آيت الحسن (تافتشنا)
تافتشنا آيت الحسن هي إحدى مشيخات المملكة المغربية، تتبع جغرافيا لإقليم زاكورة وإداريًا لتافتشنا. يقدر عدد سكانها بـ 161 نسمة حسب الإحصاء الرسمي للسكان والسكنى لسنة 2004.